# 圆果慈姑属
圆果慈姑属（学名：Limnophyton）是泽泻科的一属。

## 下属物种
本属包括以下物种：
- Limnophyton angolense Buchenau
- Limnophyton fluitans Graebn.
- 圆果慈姑 Limnophyton obtusifolium (L.) Miq.